# Bruno Héroux
Bruno Héroux, né le 20 décembre 1868 à Leipzig et mort le 14 février 1944 dans cette même ville, est un peintre, graveur, illustrateur et sculpteur sur bois allemand.

## Biographie
Louis Carl Bruno Héroux naît à Leipzig le 20 décembre 1868.
Issu d'une famille huguenote, fils de graveur, Bruno Héroux suit les enseignements de la Hochschule für Grafik und Buchkunst (HGB) de Leipzig où il excelle en xylographie.
De 1900 à 1910, il expose ses tableaux et ses gravures au Salon des artistes français à Paris : remarqué, il obtient la Mention honorable en 1906.
Son style, proche du symbolisme, évolua vers le Jugendstil, et fut loué par un artiste comme Max Klinger. Il est bientôt au centre de l’École de Leipzig (Leipziger Künstlervereins) et certains de ses dessins servirent à la décoration d'immeubles de Leipzig.
Il est l'auteur de plusieurs centaines de gravures originales (dont certaines, érotiques, sont aujourd'hui recherchées), et illustra un grand nombre d'ouvrages.
Bruno Héroux meurt à Leipzig le 14 février 1944.